# Claudi Puigvert i Redon
Claudi Puigvert i Redon (Barcelona, 26 de juliol de 1887 - Barcelona, 28 de març de 1952) fou un futbolista, jugador de billar i dirigent esportiu català.
Va jugar a futbol al FC Barcelona durant la temporada 1909-10, en la qual el Barça guanyà tots el títols (Catalunya, Espanya i Pirineus), tot i que Puigvert només participà en el Campionat de Catalunya. No obstant, la seva activitat principal fou en el camp del billar. Fou campió d'Espanya de billar a tres bandes en vuit ocasions (1929, 1931, 1932, 1933, 1934, 1935, 1943 i 1946), guanyà el Campionat del Món de la modalitat l'any 1934 i el Campionat d'Europa el 1936.
També destacà en la seva faceta de dirigent esportiu. Fou un dels fundadors del Club de Billar Barcelona, que a més presidí el 1940. També fou vicepresident de la Federació Catalana de Billar, i president de l'espanyola, així com directiu de la junta directiva del Futbol Club Barcelona entre 1946 i 1950, sota la presidència d'Agustí Montal i Galobart.